# Soller (Einheit)
Der Soller war ein Stückmaß in Stettin für nur einen Artikel. 
- 1 Soller = 80 Stück Schleifsteine